# Krvavé účty
Krvavé účty (v anglickém originále A Score to Settle) je kanadsko-americký koprodukční filmový thriller, který natočil v roce 2019 režisér Shawn Ku.
Čerstvě propuštěný vězeň a gangster Frank touží po odplatě za svůj dlouholetý pobyt za mřížemi. Pouze vztah k synovi Joeymu brzdí realizaci jeho plánu.

## Děj
Gangster Frank Carver (Nicolas Cage) si ve vězení odpykává trest za vraždu muže, kterou vzal na sebe za svého šéfa Maxe výměnou za 450 tisíc dolarů a slib, že se mu po smrti jeho ženy Lorraine postará o malého syna. Původně očekával pouze šestiletý trest odnětí svobody, ale dostal doživotí.
Po devatenácti letech se dostává na svobodu díky nevyléčitelné nemoci – insomnii. Přestože mu nezbývá mnoho času, chce svému nyní již dospělému synovi Joeymu alespoň částečně vynahradit svou nepřítomnost v jeho životě.
Joey na něj čeká před věznicí. Vezmou si taxi a Frank si nechá zastavit u svého starého domu, kde na pozemku vykope zahrabanou tašku s penězi, odměnou za loajalitu. Poté se ubytují ve vybraném hotelu. Frank má v plánu pomstít se svým bývalým kumpánům, zejména Maxovi a v noci navštíví jednoho z členů gangu, muže s přezdívkou Q, v současné době majitele baru. Q mu řekne, že Max zemřel a pozve jej na svatbu své dcery. Frank s ním uzavře příměří.
Dopoledne stráví Frank s Joeym na nákupech, pořídí si oblečení, mobilní telefon a sportovní automobil Chevrolet Corvette Grand Sport C7 Convertible. Ten večer se Frank na radu Joeyho seznámí s luxusní prostitutkou Simone, se kterou má sex ve svém apartmá. Pak pokračuje v pátrání po dalších členech gangu a v masážním salónu najde Jimmyho. Jimmy se prořekne, že Max není mrtvý a pak se mezi oběma muži strhne rvačka o život. Jimmy stihne utéct. To, že je Max naživu Frankovi potvrdí i Tank, další z bývalých Maxových lidí. Toho Frank zastřelí v jeho řeznictví.
Joey nechce, aby se Frank vracel k minulosti a mstil se. Když mu to otec nedokáže zaručit, uteče. Později Joey volá Frankovi o pomoc, který ho pak zdrogovaného odvede z feťáckého doupěte pryč. Když se Joey dá na hotelovém pokoji trochu dohromady, oba společně odjedou na hřbitov, kde je pohřbena Frankova žena Lorraine. Frank také navštíví náhrobek Joeyho, čímž vyjde najevo, že všechny situace s ním byly jen Frankovy představy. Nabyde přesvědčení, že Max se svými muži Joeyho zabili.
Frank vystopuje Maxe v jednom centru asistovaného bydlení, kde ho ke svému překvapení nalezne v kómatu trvajícím již 15 let. Uvědomí si, že Max jejich dohodu neporušil a ušetří ho. Pečovatelka mu sdělí, že Maxe před ním navštívila jen jedna osoba, Q.

Když Frank vychází z budovy, čeká na něj Jimmy a pokusí se ho zastřelit. Je to ale Frank, kdo má navrch a Jimmyho na parkovišti zabije.
Q vdává v kostele svou dceru, když se tam objeví Frank. Drží svého bývalého kumpána i s jeho dcerou jako rukojmí. Q se přizná, že po Maxovi tajně převzal vedení a Joeyho zabil, protože byl drogově závislý a vyhrožoval členům gangu udáním na policii. Otřesený Frank se rozhodne nepokračovat v zabíjení a vyjde z kostela ven, kde na něj už čeká policie a vyzývá ho, aby se vzdal. Vědomý si toho, že už nemá pro co žít, sáhne do kapsy pro fotografii Joeyho. Policisté si to vyloží, že hmatá po zbrani a spustí palbu. Frank umírá na schodech kostela a v představách ho doprovází Joey. 

## Obsazení
| Nicolas Cage           | Frank Carver                   |
| Benjamin Bratt         | Q / San Quentin                |
| Noah Le Gros           | Joey Carver                    |
| Karolina Wydra         | Jennifer, používá jméno Simone |
| Mohamed Karim          | Jimmy Drak                     |
| Ian Tracey             | Tank                           |
| Dave Kenneth MacKinnon | Max                            |